# Akabia ben Mahalalel
Akabia ben Mahalalel (in ebraico עקביא בן מהללאל‎?) (Galilea, ... – ...; fl. I secolo) è stato un rabbino ebreo antico, saggio Tanna, probabilmente di seconda generazione tannaitica (I e II secolo).
Non si conosce molto della sua vita; non ci sono riferimenti a suoi insegnanti e rimangono preservati pochi dei suoi detti. La Mishnah lo ritrae come uno studioso che persistentemente e senza timore manteneva le sue opinioni su certi halakhot (pronunciamenti), anche quando i suoi colleghi sostenevano differenti tradizioni, perché tali opinioni erano fondate su tradizioni pervenutegli dai suoi predecessori. In un'occasione la maggioranza gli chiese di rinunciare a certe sue interpretazioni, ma lui rifiutò. Gli promisero persino che, se avesse consentito a seguire la maggioranza, lo avrebbero onorato con la nomina a Av Beit Din (presidente del tribunale), ma Akabia rifiutò l'offerta, affermando, "Preferisco esser chiamato uno sciocco per tutta la vita, piuttosto che essere un peccatore per un attimo." Tradizionalmente, la sua tomba si trova a Kfar Manda, nella Bassa Galilea.